# Lymphocystivirus
Genre
Espèces de rang inférieur
- Lymphocystivirus micropogonias1 (LCDV-4)
- Lymphocystivirus paralichthys1 (LCDV-2/C)
- Lymphocystivirus platichthys1 (LCDV-1)
- Lymphocystivirus sparus1 (LCDV-3/Sa)

Lymphocystivirus  (LCDV pour lymphocystis disease virus) est un genre de virus géants de la famille des Iridoviridae.

## Hôtes
Les hôtes naturels des Lymphocystivirus sont les poissons téléostéens, chez lesquels ils provoquent des excroissances cutanées tumorales,,.
Les lymphocystivirus infectent plus de 140 espèces d'eau douce et marines, réparties dans au moins 42 familles d'hôtes à travers le monde et provoquent une maladie chronique s'autolimitant. Si les lymphocystivirus ne provoquent pas de mortalité massive contrairement aux mégalocytivirus et aux ranavirus, les poissons infectés présentent des lésions cutanées papillomateuses très visibles, ce qui nuit grandement à leur valeur commerciale,.
- Lymphocystivirus platichthys1 (ex LCDV-1) infecte le flet (Platichthys flesus), la plie (Pleuronectes platessa) et Lateolabrax maculatus[8], entre autres.
- Lymphocystivirus paralichthys1 (LCDV-2 ou LCDV-C[9]) infecte la limande (Limanda limanda)[4] et la plie olive (Paralichthys olivaceus)[6].
- Lymphocystivirus sparus1 (LCDV-3) infecte la dorade royale (Sparus aurata)[10].
- Lymphocystivirus micropogonias1 (LCDV-4) infecte Micropogonias furnieri (en)[11].

## Description

### Structure
Les virus du genre Lymphocystivirus sont enveloppés, présentent des géométries icosaédriques et polyédriques avec une symétrie T = 189-217. Leur diamètre est d'environ 120-350 nm. 

### Génome
Le génome des Lymphocystivirus est linéaire, d'une longueur proche de 100 kpb,.
| Genre            | Structure   | Symétrie  | Capside | Génome   | Segmentation |
| ---------------- | ----------- | --------- | ------- | -------- | ------------ |
| Lymphocystivirus | polyédrique | T=189-217 |         | linéaire | monobloc     |

## Cycle de vie
Les lymphocystivirus se fixent à la cellule hôte et y pénètrent par endocytose médiée par un récepteur, comme les autres Iridoviridae. Les particules virales sont mises à nu et migrent vers le noyau de la cellule où la réplication de l'ADN commence via une ADN-polymérase codée par le virus. L'ADN viral migre ensuite vers le cytoplasme pour la deuxième étape de la réplication de l'ADN, qui aboutit à la formation de concatémères d'ADN. L'ADN viral concatémérique est ensuite conditionné en virions par un mécanisme de tête. Le génome viral est permuté circulairement avec de l'ADN redondant terminal. La transcription est basée sur l'ADN. Les poissons servent d'hôte naturel,.
| Genre            | Hôte     | Tropisme tissulaire | Entrée                   | Libération            | Réplication | Assemblage | Transmission |
| ---------------- | -------- | ------------------- | ------------------------ | --------------------- | ----------- | ---------- | ------------ |
| Lymphocystivirus | poissons | sans                | endocytose via récepteur | lyse & bourgeonnement | noyau       | cytoplasme | inconnu      |